# Manuel José Caroprese Méndez
Manuel José Caroprese Méndez (Arauca, 15 de abril de 1957) es un jurista y político colombiano, que se desempeñó como miembro de la Cámara de Representantes de Colombia por Arauca y Comisario de Guainía.

## Biografía
Nació en Arauca, capital de la entonces Intendencia de Arauca, en abril de 1957. Se graduó como abogado de la Universidad Externado de Colombia, misma de la cual posee una especialización en Derecho Público.
Comenzó su carrera trabajando como abogado de titulaciones y reservas del Instituto Colombiano de la Reforma Agraria, entre 1983 y 1984. Afiliado al Partido Liberal, en 1986 se desempeñó como Comisario (Gobernador) de Guainía, durante la presidencia de Virgilio Barco Vargas, para después ser Secretario de Hacienda de la Intendencia de Arauca (1988-1990), durante los gobiernos de los Intendentes Stella Torres de Guerrero (1988-1989) y de Fernando González Muñoz (1989-1990). También se desempeñó como Personero Municipal de Arauca.
En las elecciones regionales de 1988 se presentó como candidato a la Alcaldía de Arauca, siendo derrotado por Julio Enrique Acosta Bernal, candidato oficial del Partido Liberal. Se volvió a presentar a la Alcaldía de Arauca como candidato independiente en las elecciones regionales de 1990, como candidato del Partido Liberal en las elecciones regionales de 1994 y de nuevo como candidato independiente en las elecciones regionales de 1997, sin éxito.En las elecciones legislativas de 2002 fue elegido como miembro de la Cámara de Representantes de Colombia para la legislatura 2002-2006 en representación del departamento de Arauca con 6.727 votos, por el Partido Liberal. En la Cámara fue miembro de la Comisión Quinta, de asuntos agrícolas y medioambientales.
Por otra parte, fue Asesor administrativo de la Alcaldía Municipal de Arauca (1992-1993), Cónsul honorario de Venezuela, Notario Único de Arauca, Notario Tercero del Círculo de Bogotá y Notario Veintidós del Círculo de Bogotá.